# Острівці (Сарненський район)
Острівці́ (у 1963—2016 роках — Червоне) — село в Україні, у Дубровицькій міській громаді Сарненського району Рівненської області. До 2020 у підпорядкуванні Мочулищенській сільській раді. Населення становить 227 осіб (2011).

## Назва
У 1963—2016 роках називалося Червоне. Польською мовою згадується як Ostrowce, російською — як Островцы.

## Географія

### Клімат
Клімат у селі вологий континентальний («Dfb» за класифікацією кліматів Кеппена). Опадів 591 мм на рік. Найменша кількість опадів спостерігається в березні й сягає у середньому 27 мм. Найбільша кількість опадів випадає в червні — близько 81 мм. Різниця в опадах між сухими та вологими місяцями становить 54 мм. Пересічна температура січня — -5,5 °C, липня — 18,5 °C. Річна амплітуда температур становить 24,0 °C.
| Клімат Острівців                  | Клімат Острівців | Клімат Острівців | Клімат Острівців | Клімат Острівців | Клімат Острівців | Клімат Острівців | Клімат Острівців | Клімат Острівців | Клімат Острівців | Клімат Острівців | Клімат Острівців | Клімат Острівців | Клімат Острівців |
| Показник                          | Січ.             | Лют.             | Бер.             | Квіт.            | Трав.            | Черв.            | Лип.             | Серп.            | Вер.             | Жовт.            | Лист.            | Груд.            | Рік              |
| Середній максимум, °C             | −2,5             | −1,3             | 3,3              | 12,3             | 19,1             | 22,7             | 23,8             | 22,9             | 18,1             | 11,8             | 4,8              | 0,0              | 11,3             |
| Середня температура, °C           | −5,5             | −4,5             | −0,3             | 7,5              | 13,6             | 17,3             | 18,5             | 17,4             | 13,1             | 7,7              | 2,3              | −2,5             | 7,0              |
| Середній мінімум, °C              | −8,4             | −7,6             | −3,9             | 2,7              | 8,1              | 11,9             | 13,2             | 12,0             | 8,2              | 3,7              | −0,2             | −5               | 2,9              |
| Норма опадів, мм                  | 34               | 30               | 27               | 39               | 57               | 81               | 80               | 64               | 56               | 43               | 40               | 40               | 591              |
| --------------------------------- | ---------------- | ---------------- | ---------------- | ---------------- | ---------------- | ---------------- | ---------------- | ---------------- | ---------------- | ---------------- | ---------------- | ---------------- | ---------------- |
| Джерело: Climate-Data.org (англ.) |                  |                  |                  |                  |                  |                  |                  |                  |                  |                  |                  |                  |                  |

## Історія
До 1917 року село входило до складу Російської імперії. У 1906 році село входило до складу Домбровицької волості Рівненського повіту Волинської губернії Російської імперії. У 1918—1920 роки нетривалий час перебувало в складі Української Народної Республіки.
У 1921—1939 роки входило до складу Польщі. У 1921 році село входило до складу гміни Домбровиця Сарненського повіту Поліського воєводства Польської Республіки. З 1939 року — у складі Дубровицького району Рівненської області УРСР.
У роки Другої світової війни деякі мешканці села долучилися до національно-визвольної боротьби в лавах УПА та ОУН. Загалом встановлено 18 жителів села, які брали участь у визвольних змаганнях, з них 4 загинуло, 10 було репресовано.
Відповідно до прийнятої в грудні 1989 року постанови Ради Міністрів УРСР село занесене до переліку населених пунктів, які зазнали радіоактивного забруднення внаслідок аварії на Чорнобильській АЕС, жителям виплачувалася грошова допомога. За нею Острівці значилися як населений пункт, зв'язаний із забрудненими населеними пунктами тісними територіально-виробничими та соціальними відносинами. Згідно з постановою Кабінету Міністрів Української РСР, ухваленою в липні 1991 року, село належало до зони гарантованого добровільного відселення. На кінець 1993 року забруднення ґрунтів становило 2,09 Кі/км² (137Cs + 134Cs), молока — 7,39 мКі/л (137Cs + 134Cs), картоплі — 0,57 мКі/кг (137Cs + 134Cs), сумарна доза опромінення — 195 мбер, з якої: зовнішнього — 27 мбер, загальна від радіонуклідів — 168 мбер (з них Cs — 165 мбер, Sr — 2 мбер).
Згідно з постановою Верховної Ради України від 19 травня 2016 року, відповідно до Закону України «Про засудження комуністичного та націонал-соціалістичного (нацистського) тоталітарних режимів в Україні та заборону пропаганди їхньої символіки», село Червоне було перейменоване на Острівці.
Відповідно до Розпорядження Кабінету Міністрів України від 12 червня 2020 року № 722-р «Про визначення адміністративних центрів та затвердження територій територіальних громад Рівненської області» увійшло до складу Дубровицької міської громади.

## Населення
Станом на 1859 рік, у власницькому селі Острівці налічувалося 10 дворів та 89 жителів (48 чоловіків і 41 жінка), усі православні. Станом на 1906 рік у селі було 38 дворів та мешкало 239 осіб.
За переписом населення Польщі 10 вересня 1921 року в селі налічувалося 40 будинків та 197 мешканців, з них: 89 чоловіків та 108 жінок; усі 197 жителів були православними та українцями.
Згідно з переписом УРСР 1989 року чисельність наявного населення села становила 292 особи, з яких 134 чоловіки та 158 жінок. На кінець 1993 року в селі мешкало 272 жителів, з них 72 — дітей.
За переписом населення України 2001 року в селі мешкало 260 осіб. Станом на 1 січня 2011 року населення села становить 227 осіб.

### Мова
Розподіл населення за рідною мовою за даними перепису 2001 року:
| Мова       | Відсоток |
| ---------- | -------- |
| українська | 99,62 %  |
| російська  | 0,38 %   |

### Вікова і статева структура
Структура жителів села за віком і статтю (станом на 2011 рік):
| Вік   | Чоловіків | Жінок | Разом |
| ----- | --------- | ----- | ----- |
| 0-17  | 25        | 17    | 42    |
| 18-39 | 38        | 32    | 70    |
| 40-59 | 37        | 28    | 65    |
| 60+   | 15        | 35    | 50    |
| Разом | 115       | 112   | 227   |

### Соціально-економічні показники
| Працездатне населення | Працездатне населення | Працездатне населення | Працездатне населення | Працездатне населення | Працездатне населення | Непрацездатне населення | Непрацездатне населення | Непрацездатне населення | Непрацездатне населення | Непрацездатне населення | Непрацездатне населення | Все населення |
| Чоловіки              | Чоловіки              | Жінки                 | Жінки                 | Разом                 | Разом                 | Чоловіки                | Чоловіки                | Жінки                   | Жінки                   | Разом                   | Разом                   | 227           |
| ос.                   | %                     | ос.                   | %                     | ос.                   | %                     | ос.                     | %                       | ос.                     | %                       | ос.                     | %                       | 227           |
| --------------------- | --------------------- | --------------------- | --------------------- | --------------------- | --------------------- | ----------------------- | ----------------------- | ----------------------- | ----------------------- | ----------------------- | ----------------------- | ------------- |
| 88                    | 38                    | 102                   | 45                    | 190                   | 84                    | 50                      | 22                      | 61                      | 26                      | 101                     | 44                      | 227           |

| Зайняті  | Зайняті  | Зайняті | Зайняті | Зайняті | Зайняті | Безробітні | Безробітні | Безробітні | Безробітні | Безробітні | Безробітні | Все населення |
| Чоловіки | Чоловіки | Жінки   | Жінки   | Разом   | Разом   | Чоловіки   | Чоловіки   | Жінки      | Жінки      | Разом      | Разом      | 227           |
| ос.      | %        | ос.     | %       | ос.     | %       | ос.        | %          | ос.        | %          | ос.        | %          | 227           |
| -------- | -------- | ------- | ------- | ------- | ------- | ---------- | ---------- | ---------- | ---------- | ---------- | ---------- | ------------- |
| 292      | 19       | 280     | 18      | 572     | 37      | 80         | 5          | 95         | 6          | 175        | 11         | 227           |

| Дорослі | Діти | Пенсіонери | Інваліди Німецько-радянської війни | Учасники бойових дій | Інваліди всіх груп і категорій | Люди, які обслуговуються служб. соц. допом. на дому | Неповні сім'ї | Діти з неповних сімей | Багатодітні сім'ї | Діти з багатодітних сімей | Діти-інваліди | Діти-сироти | Одинокі багатодітні матері |
| ------- | ---- | ---------- | ---------------------------------- | -------------------- | ------------------------------ | --------------------------------------------------- | ------------- | --------------------- | ----------------- | ------------------------- | ------------- | ----------- | -------------------------- |
| 185     | 46   | 76         | -                                  | -                    | 16                             | 5                                                   | 1             | 1                     | 1                 | 3                         | -             | -           | -                          |

## Політика

### Органи влади
До 2020 місцеві органи влади були представлені Мочулищенською сільською радою.

### Вибори
Село входить до виборчого округу № 155. Станом на 2011 рік кількість виборців становила 182 особи.

## Спорт
В Острівцях розвинено багато видів спорту, найкраще розвинений футбол.
В селі створена футбольна команда «ФК Червоне» яка грає на першість Дубровицького району.
На території села розташовані спортивні споруди:
- Центральний футбольний стадіон з трав'яним покриттям «СК Островци».

## Релігія
У першій половині XIX століття село належало до греко-католицької парафії церкви Різдва Богородиці містечка Домбровиця Ровенського повіту, а в 1840-х роках та другій половині XIX століття — до православної парафії церкви Різдва Пречистої Богородиці містечка Домбровиця Домбровицької волості.

#### Офіційні дані та нормативно-правові акти
- Паспорт Дубровицького району (станом на 1 січня 2011 року) (doc). Дубровицька районна рада. Архів оригіналу за 10 лютого 2015. Процитовано 16 жовтня 2019.

#### Мапи
- Історичний Атлас України / Гол. ред. Л. Винар; Упорядн.: І. Тесля, Е. Тютько. Українське історичне товариство. — Монреаль; Нью-Йорк; Мюнхен, 1980. — 182 с.